# Nikolciovți, Veliko Tărnovo
Nikolciovți (în bulgară Николчовци) este un sat în comuna Elena, regiunea Veliko Tărnovo,  Bulgaria. 

## Demografie
Componența etnică a satului Nikolciovți
     Bulgari (100%)
     Nicio identificare (0%)
     Altele (0%)
La recensământul din 2011, populația satului Nikolciovți era de 5 locuitori. Din punct de vedere etnic, toți locuitorii erau bulgari.